# Agalenatea
Agalenatea – rodzaj pająków z rodziny krzyżakowatych. Został opisany w 1951 roku przez amerykańskiego arachnologa Allana Frosta Archera. 
Do rodzaju tego należą dwa opisane gatunki:
- Agalenatea liriope (L. Koch, 1875) – Etiopia, Jemen
- Agalenatea redii (Scopoli, 1763) – Kraina palearktyczna